# Eggersriet
Eggersriet is een gemeente en plaats in het Zwitserse kanton Sankt Gallen, en maakt deel uit van het district St. Gallen.
Eggersriet telt 2178 inwoners.